# Lebensmittelunruhen

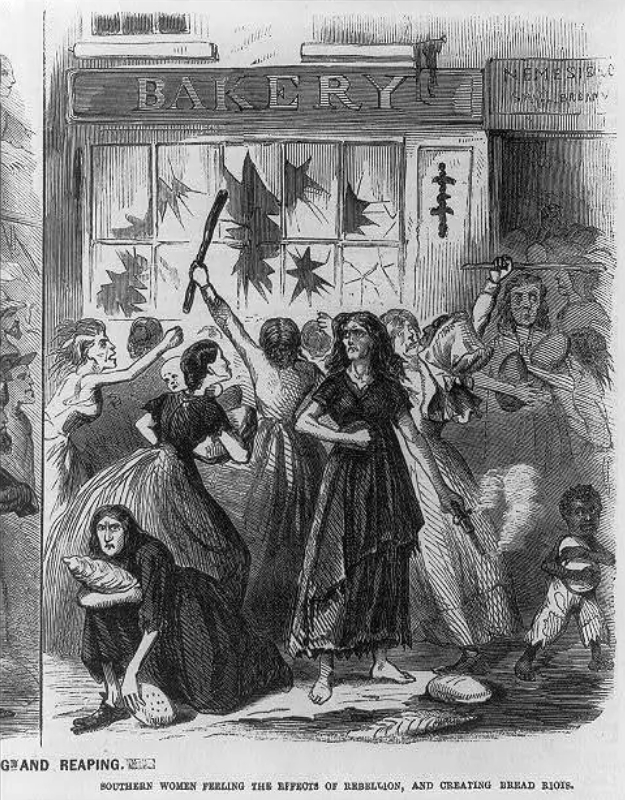
Lebensmittelunruhen in Richmond (1863)

Lebensmittelunruhen (auch Lebensmittelkrawalle oder Hungerrevolte) sind eine Form des Protestes gegen eine Hungersnot und mangelnde Versorgung mit Nahrungsmitteln. Sie äußerten sich historisch oft als spontane und unorganisierte Krawalle. Obwohl sie damit gesellschaftliche Normen überschritten, waren die Proteste meist sehr zielgerichtet.

## Historische Entwicklung und Beispiele
Die seit dem Mittelalter immer wieder auftretenden und im 19. Jahrhundert zunehmend besser in Quellen belegten Lebensmittelunruhen wurden lange als Randerscheinung bzw. vormoderner Vorläufer einer geordneteren und organisierten Arbeiterbewegung interpretiert und eher negativ beurteilt, weil dabei oft Grenzen überschritten und Gewalt in Form von Sachbeschädigung eingesetzt wurde. Die New Labour History, besonders die Schriften des englischen Historikers Edward P. Thompson, bestätigten jedoch der Maschinenstürmerei als auch den Lebensmittelunruhen eine große Zielstrebigkeit. Es handele sich nicht um sinnlose oder ungesteuerte Gewalt, sondern um einen zielgerichteten Protest gegen soziale Verwerfungen der Moderne; Gewalt sei dabei durch die moralische Ökonomie der Protestierenden begrenzt worden.
Lebensmittelkrawalle waren im 20. Jahrhundert oft gekennzeichnet durch Beteiligung von Frauen, so etwa die Massenstreiks und Lebensmittelunruhen während des Ersten Weltkrieges in Deutschland und Österreich-Ungarn.
Konflikte um den Bierpreis sind in Bierstreit beschrieben. Weitere Beispiele sind
- Kartoffelrevolution, 1847 Berlin
- Tübinger Brotkrawall, 1847
- Stuttgarter Brotkrawall, 1847
- Teuerungsrevolte, 1911 Wien
- Reisunruhen, 1918 Japan
- Speckputsch, 1919 Bayreuth
- Kirschenrummel, 1920 Graz
- Hungerproteste in Rawicz, 1921
- Overather Kartoffelkrieg, 1923 Overath
- Brot-Unruhen (Tunesien), 1984